# Fayzobod-Chanaqa

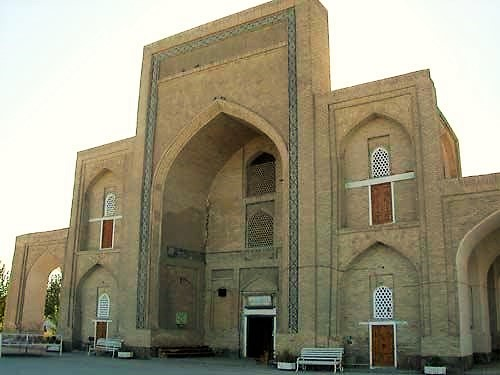
Fayzobod-Chanaqa

Die Fayzobod-Chanaqa ist eine Chanaqa in der usbekischen Stadt Buxoro. Sie liegt außerhalb des historischen Zentrums von Buxoro etwa 2 Kilometer östlich der Zitadelle Ark und etwa 1 Kilometer nordöstlich von Chor Minor.
Die Chanaqa wurde 1598 bis 1599 von Sufi Mawlono Faysobodi erbaut. Ursprünglich Schochi Achsi genannt, wurde sie später nach ihrem Erbauer umbenannt.
Die Fassade ist dreigeteilt: In der Mitte der hohe Pischtak mit Iwan (Architektur), beidseitig je eine zweigeschossige einachsige Spitzbogenarkaden, und außen je eine einachsige Spitzbogenöffnung. Hinter den drei mittleren Teilen liegt eine hohe Halle mit einer Kuppel. Seitlich der Kuppelhalle verlaufen eingeschossige Bofgngalerien, die je fünf hintereinander angeordnete flache Kuppeln haben.